# MDC Partners
 (août 2020).
Si vous disposez d'ouvrages ou d'articles de référence ou si vous connaissez des sites web de qualité traitant du thème abordé ici, merci de compléter l'article en donnant les références utiles à sa vérifiabilité et en les liant à la section « Notes et références ».
MDC Partners est une agence de publicité américaine basée à New York aux États-Unis et à Toronto au Canada.
Elle investit dans de nombreux secteurs : médias sociaux, marketing direct, innovation produit, divertissement...